# Eleanor Worthington Cox
Eleanor Worthington Cox (Merseyside, 21 juni 2001) is een Brits actrice. Ze is onder andere bekend van haar rol als Matilda Wormwood in Matilda the Musical. Ze won voor deze rol een Laurence Olivier Award in de categorie Beste hoofdrolspeelster in een musical samen met de overige actrices die Matilda speelden: Cleo Demetriou, Kerry Ingram en Sophia Kiely. Met haar tien jaar was ze de jongste winnares van deze prijs ooit. Ook won ze een British Academy Television Award voor haar rol van Janet Hodgson in The Enfield Hainting. Ook speelde ze Polly Renfrew in de CBBC TV versie van Jacqueline Wilson's Hetty Feather en Cait in de Sky Atlantic-televisieserie Brittannia.

## Biografie
Worthington Cox volgde vanaf 2003, op tweejarige leeftijd, tot 2012 een training aan de Formby School of Performing Arts. Tegelijkertijd maakte ze onderdeel uit van een koor voor de Bill Kenwright productie Joseph and the Amazing Technicolor Dreamcoat in de Liverpool Empire. In september 2011 werd Worthington Cox als een van de vier actrices gecast voor de rol van het titelpersonage in Matilda the Musical. De andere actrices waren Cleo Demetriou,, Kerry Ingram en Sophia Kiely. Cox maakte haar debuut als Matilda in oktober 2011 en speelde rol twee avonden in de week. De theaterproductie werd genomineerd voor tien Olivier awards. Onder de nominatie was die van beste actrice in een musical, waarvoor Demetriou, Ingram, Kiely, en Worthington Cox allen waren genomineerd. Van de tien nominaties won Matilda zeven prijzen, waaronder die voor Cox's aandeel in Matilda the Musical. Cox is met haar tien jaar de jongste winnaar van een Olivier Award tot op heden. Ze speelde de rol van Matilda tot 19 augustus 2012 en deelde de rol later naast Demetriou ook met Hayley Canham, Jade Marner en Isobelle Molloy. Een halfjaar later speelde Worthington Cox Jean Louise Finch in de theaterproductie To Kill a Mockingbird in het Open Air Theatre. Deze rol deelde ze met Lucy Hutchinson en Izzy Lee.
Na het afronden van haar rol als Matilda, filmde Worthington Cox haar aandeel voor de rol van een jonge prinses Aurora in de film Maleficent. Van april tot augustus 2015 speelde Worthington Cox de rol van Blousey Brown in de productie Bugsy Malone in het Lyric Theatre. Het was de debuutproductie van het theater na de heropening na een £16,5 miljoen pond herontwikkelingsproject. Worthington Cox speelde eveneens het personage Jess in Tomcat, een productie van James Rushbrooke in het Southwark Playhouse, Londen. In 2016 kreeg Worthington Cox een British Academy Television Award nominatie voor haar aandeel in de Sky One-miniserie The Enfield Haunting. Daarnaast werd ze door Screen International benoemd tot een van de Stars of Tomorrow, dat in dit magazine veelbelovende Britse en Ierse acteurs opnam..
In 2018 was Worthington Cox te zien als Cait in Britannia. In hetzelfde jaar had ze ook een rol als Boogie in de komediefilm “Action Point”.

## Filmografie

### Films
| Jaar | Titel        | Rol                   | Opmerkingen | Ref                                       |
| ---- | ------------ | --------------------- | ----------- | ----------------------------------------- |
| 2014 | Maleficent   | Jonge Princess Aurora |             | [ 21 ]                                    |
| 2018 | Action Point | Boogie Carver         |             | [ 28 ] [ 29 ] [ 30 ]                      |
| 2019 | Gwen         | Gwen                  |             | [ 31 ] [ 32 ] [ 33 ] [ 34 ] [ 35 ] [ 36 ] |

### Televisie
| Jaar    | Titel                | Rol            | Extra                                                               | Ref                  |
| ------- | -------------------- | -------------- | ------------------------------------------------------------------- | -------------------- |
| 2015    | Cucumber             | Molly Whitaker | Hoofdrol                                                            | [ 37 ]               |
| 2015    | The Enfield Haunting | Janet Hodgson  | Hoofdrol Genomineerd voor beste bijrol on een Britse televisieserie | [ 7 ] [ 8 ] [ 9 ]    |
| 2015–16 | Hetty Feather        | Polly Renfrew  | Hoofdrol (seizoen 1, 2 afl. in seizoen 2)                           | [ 38 ]               |
| 2018–21 | Britannia            | Cait           | Hoofdrol                                                            | [ 12 ] [ 13 ] [ 27 ] |
| 2021    | The Irregulars       | Clara          | 1 afl.                                                              | [ 39 ]               |

### Theater
| Jaar      | Productie                                    | Rol                                        | Notitie                                                                                               | Extra                   |
| --------- | -------------------------------------------- | ------------------------------------------ | --- | ----------------------- |
| 2009      | Joseph and the Amazing Technicolor Dreamcoat | Koor                                       | Liverpool Empire                                                                                      | [ 15 ]                  |
| 2011      | Matilda the Musical                          | Matilda Wormwood                           | Cambridge Theatre 25 oktober 2011 – 19 augustus 2012                                                  | [ 3 ] [ 4 ] [ 5 ] [ 6 ] |
| 2013      | To Kill a Mockingbird                        | Jean Louise "Scout" Finch                  | Open Air Theatre 16 mei – 15 juni 2013                                                                | [ 19 ] [ 20 ]           |
| 2015      | Bugsy Malone                                 | Blousey Brown                              | Lyric Hammersmith 11 april 2015 – 1 augustus 2015                                                     | [ 22 ]                  |
| 2015      | Tomcat                                       | Jess                                       | Southwark Playhouse 28 oktober 2015 – 21 november 2015                                                | [ 24 ]                  |
| 2022      | Jerusalem                                    | Phaedra Cox                                | Apollo Theatre 16 april 2022 – 10 augustus 2022                                                       | [ 40 ]                  |
| 2023      | The Secret Life of Bees                      | Almeida Theatre 8 april 2023 – 27 mei 2023 | Lily                                                                                                  | [ 41 ]                  |
| 2023-2024 | Next to Normal                               | Natalie Goodman                            | Donmar Warehouse 14 augustus 2023 - 7 oktober 2023 Wyndham’s Theatre 18 juni 2024 - 21 september 2024 | [ 42 ]                  |